# Analyse conjointe

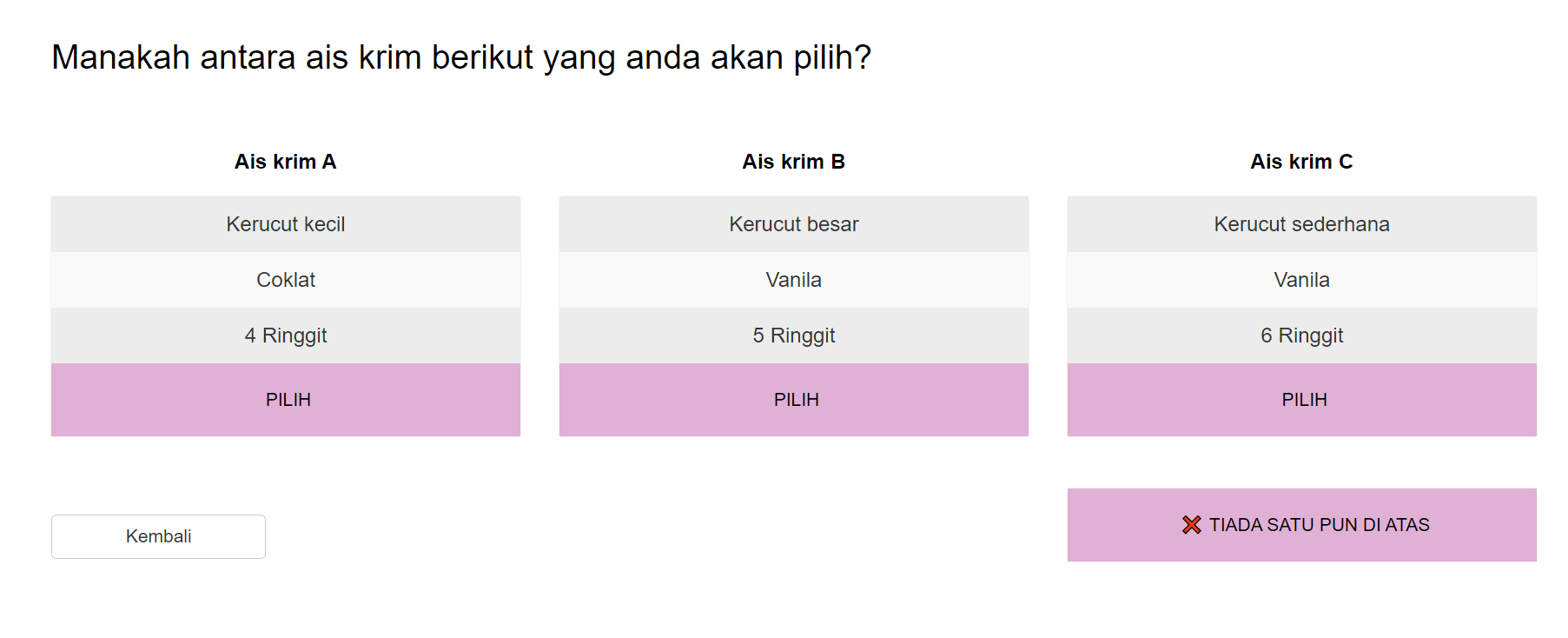
Exemple de page d'examen d'une analyse conjointe.

L'analyse conjointe, aussi décrite comme un modèle composé de plusieurs attributs ou comme une analyse des préférences, est une technique statistique qui tire son origine de la psychologie mathématique. Elle est utilisée pour l’élaboration d’enquêtes dans le domaine des sciences appliquées, souvent pour des besoins en marketing, en management de production et en recherches opérationnelles. Elle ne doit pas être confondue avec la théorie de la mesure conjointe.

## Application
L’analyse conjointe est une application particulière de l'analyse de régression. Il n'y a pas de définition exacte de cette dernière. Souvent, deux ou trois des propriétés suivantes sont applicables :
- les données sont collectées parmi plusieurs personnes (répondants) ; parce qu’il y a de multiples points de données pour chaque individu, ceci en fait un modèle à plusieurs niveaux
- la variable à expliquer reflète un choix ou une situation de compromis
- les variables explicatives sont qualitatives, par conséquent codées comme des nombres binaires (0 et 1)

## Méthode
L’analyse conjointe requiert des participants qui devront faire une série de choix. L’analyse de ces choix va révéler l’importance relative des attributs constitutifs.
Pour améliorer les capacités prédictives de l’analyse, les participants doivent être regroupés en segments similaires basés sur des objectifs, des valeurs et/ou d’autres facteurs.
Cet exercice peut être administré aux répondants de l’enquête de nombreuses façons. Traditionnellement, il est administré comme un exercice de préférence et parfois comme un exercice de notation (où les répondants affectent à chaque scénario de compromis un score indiquant leur attractivité).
Récemment, cela est devenu une pratique courante de présenter les compromis comme un exercice de choix (où le répondant indique simplement sa préférence parmi une sélection de possibilités – méthode utilisée surtout lorsque l’on simule les choix d’un consommateur) ou comme un exercice d’attribution de valeurs (méthode utilisée surtout en étude de marché pharmaceutique, où des médecins indiquent le pourcentage de prescription probable d’un concept thérapeutique où chaque alternative est décrite, qu’elle soit hypothétique ou réelle.
L’analyse est en général menée avec une certaine forme de régression multiple, mais plus récemment, l’utilisation de l’analyse hiérarchique Bayésienne s’est répandue, permettant de mettre au point des modèles statistiques assez robustes décrivant la décision du comportement des répondants.
Quand il y a beaucoup d’attributs, les observations avec l’analyse conjointe prennent en compte les problèmes de surcharge d’informations qui affectent la validité de certaines expérimentations. L’impact de ces problèmes peut être évité ou réduit en utilisant la classification hiérarchique d’informations (aussi nommée clusterisation).

## Exemples
Un promoteur immobilier veut construire un immeuble d’habitation près d’une université Ivy League dans une zone urbaine. Pour assurer le succès de ce projet, une entreprise d’étude de marché est engagée pour constituer des groupes types d’étudiants. Ces étudiants sont segmentés par niveau d’étude (1re année de licence, 3e année de licence, 2e année de Master) et par le montant des aides financières perçues.
Les participants de l’étude donnent leur avis sur une série de projets. Chaque projet contient six attributs pour décrire le projet de construction : la proximité du campus, le montant du loyer, l’équipement de télécommunication, la laverie, l’agencement intérieur et la sécurité. Le coût estimé pour construire l’immeuble décrit sur chaque projet est équivalent.
Le participant doit classer les projets dans l’ordre de ses préférences. Cet exercice de classement permet de révéler indirectement les priorités et les préférences des participants. Par la suite, une analyse de régression multiple est utilisée pour déterminer la solidité des préférences croisées avec les segments de marchés ciblés.

## Avantages et inconvénients

### Inconvénients
- La conception d'enquêtes collaboratives peut s'avérer difficile
- Lorsqu'ils sont confrontés à un trop grand nombre de caractéristiques et de profils de produits, les répondants ont souvent recours à des stratégies de simplification[1],[2]
- difficile à utiliser pour la recherche sur le positionnement des produits, car il n'existe pas de procédure permettant de convertir les perceptions des caractéristiques réelles en perceptions d'un ensemble réduit de caractéristiques de base
- les personnes interrogées sont incapables de formuler des attitudes à l'égard de nouvelles catégories ou peuvent se sentir obligées de réfléchir à des questions qu'elles n'auraient pas envisagées autrement[3],[4]
- des enquêtes mal conçues peuvent surestimer les caractéristiques des produits à forte charge émotionnelle et sous-estimer les caractéristiques spécifiques.
- ne tient pas compte du nombre de produits achetés par le répondant, mais la pondération des répondants en fonction de leur volume d'achat autoévalué ou des extensions telles que les analyses conjointes volumétriques peuvent corriger ce problème[5],[6]

### Avantages
- Peut mesurer les préférences au niveau individuel
- révèle des facteurs réels ou cachés qui peuvent ne pas être évidents pour les répondants *eux-mêmes
- simule un choix ou une tâche d'achat dans le monde réel
- évalue les compromis psychologiques que les consommateurs font lorsqu'ils évaluent plusieurs attributs ensemble[7],[8]
- est capable d'utiliser des objets physiques
- si elle est conçue de manière appropriée, peut modéliser les interactions entre les attributs

peut être utilisé pour développer une segmentation basée sur les besoins en appliquant des modèles qui reconnaissent l'hétérogénéité des goûts des personnes interrogées,